# Панасовский сельский совет (Зборовский район)
Панасовский сельский совет (укр. Панасівська сільська рада) — входит в состав
Зборовского района
Тернопольской области
Украины.
Административный центр сельского совета находится в 
с. Панасовка.

## История
- 1939 — дата образования.

## Населённые пункты совета
- с. Панасовка
- с. Чёрный Лес